# مطار لينشانغ
مطار لينشانغ  (بالصينية: 临沧机场)(إياتا: LNJ، إيكاو: ZPLC) مطار عام يقع بمدينة Boshang في الصين. يبلغ طول المدرج 2400 م .  بدأ تشغيل المطار في 25 مارس 2001. ويبعد المطار مسافة 22.5 كم عن وسط المدينة في مدينة بوشانغ.

## شركات الطيران والوجهات
| شركـات طيـران         | الوجهات                                                                               |
| --------------------- | ------------------------------------------------------------------------------------- |
| خطوط شرق الصين الجوية | مطار تشنغدو تيانفو الدولي، مطار كونمينغ جانغشوي الدولي، مطار شيشوانغباننا غاسا الدولي |
| Kunming Airlines      | مطار شيشوانغباننا غاسا الدولي                                                         |

## وصلات خارجية
- http://www.flightstats.com/go/Airport/airportDetails.do?airportCode=LNJ